# Pucungsari
Pucungsari is een bestuurslaag in het regentschap Magelang van de provincie Midden-Java, Indonesië. Pucungsari telt 1623 inwoners (volkstelling 2010).